# Han (Name)
Han ist ein Name.

## Familienname oder Ehrenname

### Chinesen
(韓 / 韩,  Hàn; 憨,  Hān; 寒,  Hán; 翰,  Hán; 邗,  Hán; 罕,  Hǎn)
- Han Aiping (1962–2019), chinesische Badmintonspielerin
- Han Andi (94–125), chinesischer Kaiser
- Han Changfu (* 1954), chinesischer Politiker
- Han Chengkai (* 1998), chinesischer Badmintonspieler
- Han Chongdi (143–145), chinesischer Kaiser
- Han Cong (* 1992), chinesischer Eiskunstläufer
- Han Dawei (* 1977), chinesischer Skilangläufer
- Han Deqiang (* 1967), chinesischer Wirtschaftswissenschaftler
- Han Dingxiang (1937–2007), chinesischer Untergrund-Bischof
- Han Dongfang (* 1963), chinesischer Arbeiteraktivist
- Han Duan (* 1983), chinesische Fußballspielerin
- Han Fei (280 v.Chr–233 v. Chr.), chinesischer Philosoph
- Han Fu (141–191), chinesischer Verwalter und Gouverneur
- Han Gan (706–783), chinesischer Maler
- Han Gaozu (256/47 v.Chr–195 v. Chr.), chinesischer Kaiser
- Han Guangwu di (5 v. Chr.–57), chinesischer Kaiser
- Han Guizhi (* 1943), chinesische Politikerin
- Han Han (* 1982), chinesischer Rallyefahrer, Schriftsteller, Blogger, Herausgeber und Songwriter
- Han Haoxiang (* 1990), chinesischer Poolbillardspieler
- Han Hedi (79–106), chinesischer Kaiser
- Han Hong (* 1971), chinesische Sängerin
- Han Huandi (132–168), chinesischer Kaiser
- Han Huidi (210 v. Chr.–188 v. Chr.), chinesischer Kaiser
- Han Jialiang (* 1987), chinesischer Shorttracker
- Han Jian (* 1956), chinesischer Badmintonspieler
- Han Jiangxue (* 2001), chinesische Tennisspielerin
- Han Jiawei (* 1949), chinesischer Informatiker
- Han Jingdi (188 v. Chr.–141 v. Chr.), chinesischer Kaiser
- Han Jingna (* 1975), chinesische Badmintonspielerin
- Han Jinyu (* 1979), chinesische Ölmalerin
- Han Kuo-yu (* 1957), taiwanischer Politiker
- Han Langen (1909–1982), chinesischer Schauspieler
- Han Li (* 1988), chinesische Badmintonspielerin
- Han Ling (* 1985), chinesische Leichtathletin
- Han Lingdi (156–189), chinesischer Kaiser
- Han Mei (* 1998), chinesische Eisschnellläuferin
- Han Mingdi (28–75), chinesischer Kaiser
- Han Peng (* 1983), chinesischer Fußballspieler
- Han Pengfei (* 1991), chinesischer Eishockeyspieler
- Han Qide (* 1945), chinesischer Politiker in der Volksrepublik China
- Han Shangdi (105–106), chinesischer Kaiser
- Han Shuai, chinesische Drehbuchautorin und Regisseurin
- Han Shundi (115–144), chinesischer Kaiser
- Han Song (* 1965), chinesischer Science-Fiction-Schriftsteller
- Han Suyin (1917–2012), chinesische Ärztin und Schriftstellerin
- Han Tianyu (* 1996), chinesischer Shorttracker
- Han Wendi (202 v. Chr.–157 v. Chr.), chinesischer Kaiser
- Han Wudi (156 v. Chr.–87 v. Chr.), chinesischer Kaiser
- Han Wenwen (* 1995), chinesische Schauspielerin, Geigerin und Tänzerin
- Han Xiaopeng (* 1983), chinesischer Freestyle-Skier
- Han Xiandi (181–234), chinesischer Kaiser
- Han Xicheng, chinesischer Dartspieler
- Han Xikai (* 1939), chinesischer Politiker
- Han Xinyun (* 1990), chinesische Tennisspielerin
- Han Xu (Diplomat) (1924–1994), chinesischer Botschafter in den Vereinigten Staaten
- Han Xu (Basketballspielerin) (* 1999), chinesische Basketballspielerin
- Han Yaqin (* 1963), chinesische Ruderin
- Han Ying (Autor) (韓嬰 / 韩婴, 200 v. Chr.–130 v. Chr.), chinesischer Autor
- Han Ying (Tischtennisspielerin)  (韓瑩 / 韩莹, * 1983), deutsche Tischtennisspielerin
- Han Ying-chieh (1927–1991), chinesischer Schauspieler
- Han Yu (768–824), chinesischer Dichter und Essayist
- Han Yueshuang (* 1982), chinesische Shorttrackerin (Hongkong)
- Han Yutong (* 1994), chinesische Shorttrackerin
- Han Zhangdi (57–88), chinesischer Kaiser
- Han Zhaodi (94 v. Chr.–74 v. Chr.), chinesischer Kaiser
- Han Zhidi (138–146), chinesischer Kaiser

- Andreas Han Jingtao (1921–2020), chinesischer Geistlicher, römisch-katholischer Bischof von Siping
- Nicholas Han Jide, chinesischer Geistlicher, Bischof von Pingliang
- Joseph Han Yingjin (* 1958), chinesischer Geistlicher, Bischof von Sanyuan

### Koreaner
- Han Bong-soo (1933–2007), koreanischer Hapkido-Meister
- Han Bong-zin (* 1945), nordkoreanischer Fußballspieler
- Han Chang-wha (1922–2006), südkoreanischer Fußballspieler
- Han Chang-woo (Manager) (* 1931), südkoreanisch-japanischer Manager
- Han Chang-woo (Fußballspieler) (* 1996), südkoreanischer Fußballspieler
- Han Changhoon (* 1963), südkoreanischer Schriftsteller
- Han Chun-ok (* 1965), nordkoreanische Eisschnellläuferin
- Han Da-som (* 1994), südkoreanische Skilangläuferin
- Han Do-hee (* 1994), südkoreanische Eishockeytorhüterin
- Han Du-hyeon (* 1994), südkoreanischer Leichtathlet
- Han Duck-soo (* 1949), südkoreanischer Politiker
- Han Ga-in (* 1982), südkoreanische Schauspielerin
- Han Gwang-song (* 1957), nordkoreanischer Kunstturner
- Han Gyong-si (* 1954), nordkoreanischer Gewichtheber
- Han Ho-gang (* 1993), südkoreanischer Fußballspieler
- Han Ho-san (* 1939), koreanisch-deutscher Judoka
- Han Hye-song (* 1988), nordkoreanische Tischtennisspielerin
- Han Hyo-joo (* 1987), südkoreanische Schauspielerin
- Han Hyun-min (* 2001), südkoreanischer Schauspieler und Model
- Han Il-ryong (* 2000), nordkoreanischer Leichtathlet
- Han Jeoung-ae (* 1965), südkoreanische Politikerin
- Han Ji-min (* 1982), südkoreanische Schauspielerin
- Han Ji-wan (* 1987), südkoreanische Schauspielerin und Model
- Han Ji-won (* 1994), südkoreanischer Fußballspieler
- Han Jin-won, südkoreanischer Drehbuchautor
- Han Ju-yeop (* 1999), südkoreanischer Judoka
- Stephanus Han Jung Hyun (* 1971), südkoreanischer Geistlicher, Weihbischof in Daejeon
- Han Kang (* 1970), südkoreanische Schriftstellerin
- Han Kook-young (* 1990), südkoreanischer Fußballspieler
- Han Kum-ok (* 1987), nordkoreanische Ringerin
- Han Kwang-song (* 1998), nordkoreanischer Fußballspieler
- Han Kyo-won (* 1990), südkoreanischer Fußballspieler
- Han Kyung-hee (* 1985), südkoreanischer Biathlet
- Han Kyung-sun (1963–2015), südkoreanische Schauspielerin
- Han Malsook (* 1931), südkoreanische Schriftstellerin
- Han Min-goo (* 1953), südkoreanischer Politiker und Verteidigungsminister
- Han Moo-sook (1918–1993), südkoreanische Schriftstellerin
- Han Myung-hoi (1415–1487), koreanischer Politiker
- Han Myung-sook (* 1944), südkoreanische Premierministerin
- Han Myung-woo (* 1956), südkoreanischer Ringer
- Han Na-lae (* 1992), südkoreanische Tennisspielerin
- Han Pil-hwa (* 1942), nordkoreanische Eisschnellläuferin
- Han Sang-hoon (* 1984), südkoreanischer Badmintonspieler
- Han Se-hyun (* 1994), südkoreanischer Hürdenläufer
- Han Seung-gyu (* 1996), südkoreanischer Fußballspieler
- Han Seung-soo (* 1936), südkoreanischer Politiker
- Han Seung-soo (Shorttracker) (* 1991), südkoreanischer Shorttracker
- Han So-hee (* 1994), südkoreanische Schauspielerin
- Han Song-chol (* 1977), nordkoreanischer Fußballspieler
- Han Soon-chul (* 1984), südkoreanischer Boxer
- Han Soo-jin (* 1987), südkoreanische Eishockeyspielerin
- Han Sŏr-ya (1900–1976), nordkoreanischer Schriftsteller
- Han Su-san (* 1946), südkoreanischer Schriftsteller
- Han Suk-kyu (* 1964), südkoreanischer Schauspieler
- Han Sun-il (* 1985), nordkoreanischer Fußballspieler
- Han Sung-bong (* 1985), südkoreanischer Rollstuhltennisspieler
- Han Sung-hee (* 1990), südkoreanische Tennisspielerin
- Han Tae-yoon (* 1983), südkoreanische Schauspielerin
- Han Wang-ho (* 1998), südkoreanischer E-Sportler
- Han Wang-yong (* 1966), südkoreanischer Bergsteiger
- Han Ye-ri (* 1984), südkoreanische Schauspielerin
- Han Yeo-reum (* 1983), südkoreanische Schauspielerin
- Han Yong-gi (* 2000), nordkoreanischer Fußballspieler
- Han Yong-thae (* 1996), nordkoreanischer Fußballspieler
- Han Yong-un (1879–1944), koreanischer Autor

### Verschiedene Nationalitäten
- Ahmet Olgun Han, deutsch-türkischer Schauspieler
- Alim Pasht-Han (* 1972), russischer Maler, Grafiker, Bildhauer und Medienkünstler
- Balthasar Han (1505–1578), Schweizer Glasmaler
- Byung-Chul Han (* 1959), koreanisch-deutscher Philosoph und Hochschullehrer
- Chantal Han (* 1966), niederländische Judoka
- Chi Ho Han (* 1992), koreanischer Pianist
- Chin Han (* 1969), singapurischer Film- und Fernseh-Schauspieler
- Connie Han (* 1996), US-amerikanische Jazzpianistin
- Hak Ja Han (* 1943), südkoreanisches Oberhaupt der Vereinigungskirche
- Herman Han (1674–1727/28), deutscher oder niederländischer Maler in Danzig
- Jenny Han, US-amerikanische Buchautorin, Produzentin und Drehbuchautorin
- Justin Han (* 1991), australischer Tischtennisspieler
- Kaya Han (1958–2021), südkoreanische Pianistin und Musikpädagogin
- Kevin Han (* 1972), US-amerikanischer Badmintonspieler
- Megumi Han (* 1989), japanische Schauspielerin und Synchronsprecherin
- Moo-Young Han (1934–2016), südkoreanischer Physiker
- Murat Han (* 1975), türkischer Schauspieler
- Ong Soo Han, malaysischer Stuntman und Schauspieler
- Oscar Han (1891–1976), rumänischer Autor und Bildhauer
- Peri Han (1934–2008), türkische Schauspielerin
- Peter Han Kong-ryel (1913–1973), koreanischer römisch-katholischer Erzbischof und Apostolischer Vikar
- Petrus Han, deutscher Soziologe
- Tesun Han (* 1941), japanischer Mathematiker
- Thomas Hong-Soon Han (* 1943), koreanischer Ökonom
- Ulrich Han (auch Haan, Gallus; † nach 1476), deutscher Drucker in Rom
- Xiaosu Han (* 1984), chinesisch-österreichischer Kameramann

- Hàn Mặc Tử (1912–1940), vietnamesischer Poet
- Han Sai Por (* 1943), singapurische Bildhauerin
- Han Ying (Tischtennisspielerin) (韓瑩 / 韩莹, * 1983), deutsche Tischtennisspielerin

## Vorname
- Han van Konijnenburg-van Cittert (* 1943), niederländische Paläobotanikerin
- Han van Meegeren, (1889–1947; bürgerlich Henricus Antonius van Meegeren), niederländischer Maler, Restaurator, Kunsthändler und Kunstfälscher
- Han Polman (* 1963), niederländischer Politiker

Fiktive und mythologische Figuren
- Han Xiangzi, chinesischer mythologischer Unsterblicher
- Han Solo, fiktive Figur aus Star Wars, siehe Figuren aus Star Wars